# 1727 w polityce

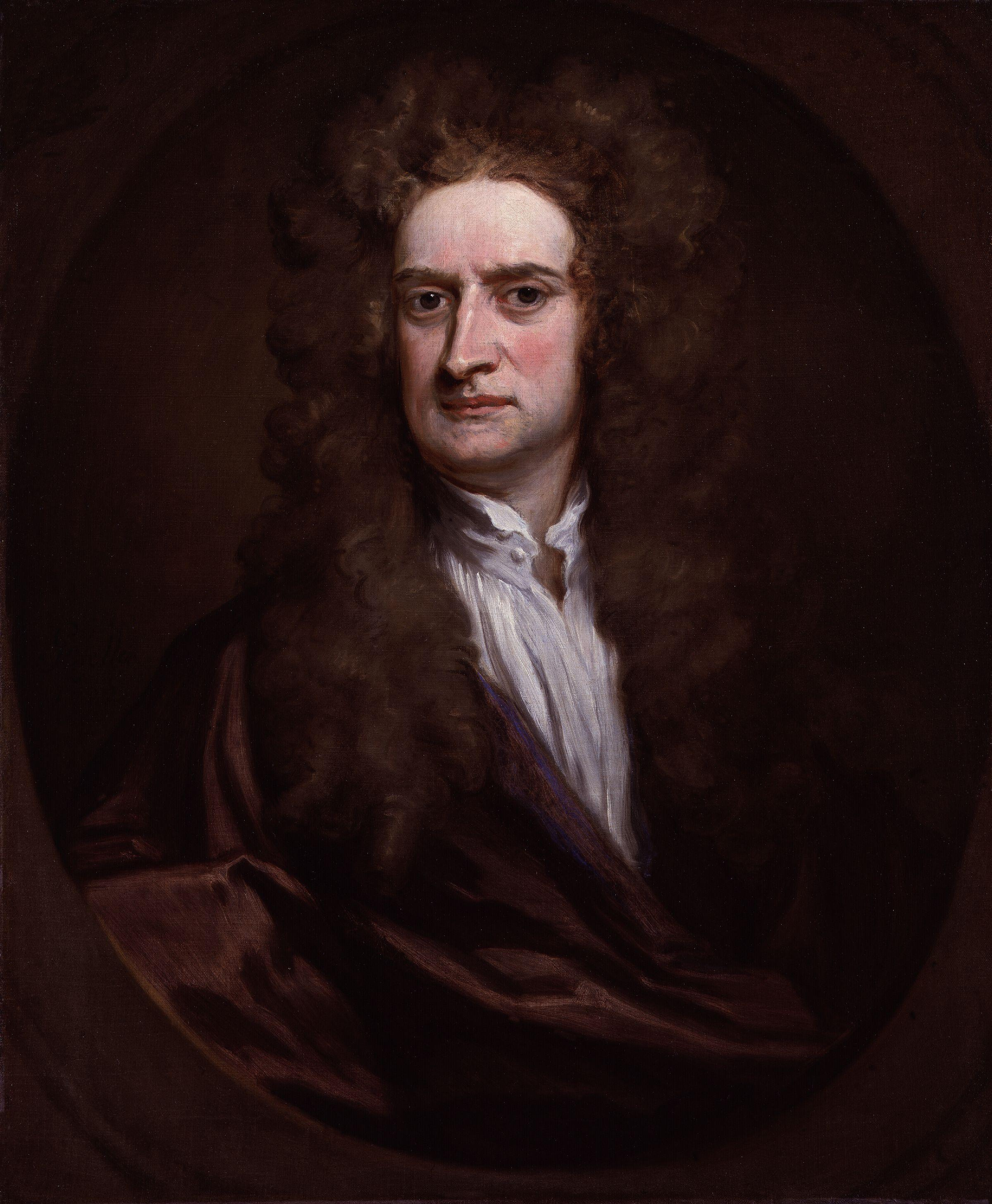
Isaac Newton

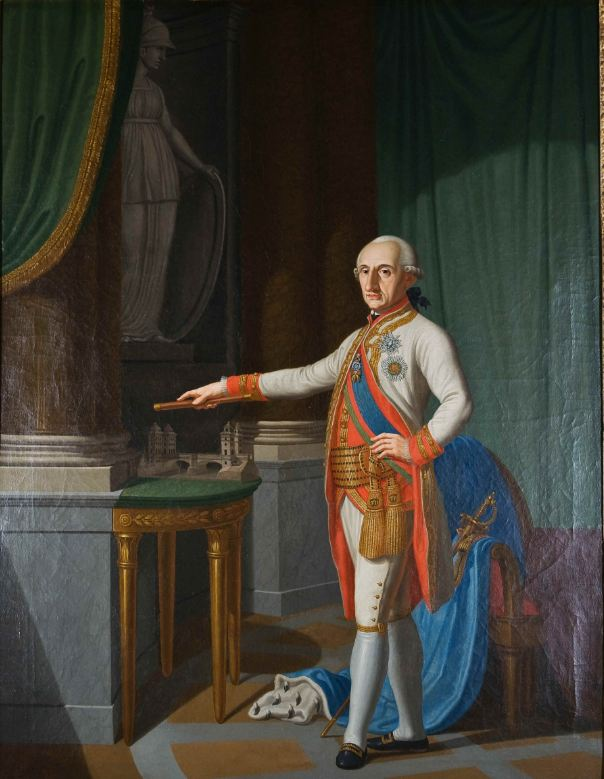
Herkules III d’Este

Wydarzenia polityczne w 1727 roku.

## Urodzili się
- 22 listopada Herkules III d’Este, książę Modeny i Reggio[1].

## Zmarli
- 31 marca Isaac Newton, angielski uczony i kurator mennicy królewskiej[2].